# Jewgeni Pawlowitsch Krylatow

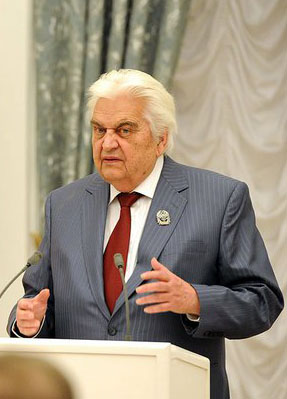
Jewgeni Krylatow

Jewgeni Pawlowitsch Krylatow (russisch Евгений Павлович Крылатов, wiss. Transliteration Evgenij Pavlovič Krylatov; * 23. Februar 1934 in Lyswa; † 8. Mai 2019 in Moskau) war ein sowjetischer und russischer Komponist. Er komponierte die Musik zu über 120 Spiel- und Animationsfilmen, die landesweit große Verbreitung und Beliebtheit fand und teilweise ins kulturelle Allgemeingut überging.
Jewgeni Krylatow absolvierte das Moskauer Konservatorium im Jahr 1959. Jewgeni Krylatow erhielt für sein umfangreiches Werk zahlreiche Auszeichnungen, darunter den Titel eines Volkskünstlers Russlands. Er starb am 8. Mai 2019 in Moskau.

## Filmmusik (Auswahl)
- 1968 – Фильм, фильм, фильм (Film, Film, Film)
- 1969 – Умка (Umka)
- 1972 – Ох уж эта Настя (Diese Nastja)
- 1972 – Достояние Республики (Eigentum der Republik)
- 1975: Der Specht kennt keine Kopfschmerzen (Ne bolit golowa u djatla)
- 1976 – Русалочка (Rusalotschka, dt. Die traurige Nixe)
- 1978 – Трое из Простоквашино (Die Drei aus dem Buttermilchdorf)
- 1979 – Приключения Электроника (Die Abenteuer des Elektronik, dt. Der elektronische Doppelgänger)
- 1982 – Чародеи (Die Zauberer)
- 1984 – Гостья из будущего (Die Besucherin aus der Zukunft)
- 1987 – Лиловый шар (Lila Kugel)
- 1989 – Не покидай (Verlasse mich nicht)